# 戴頓鎮區 (堪薩斯州萊恩縣)
戴頓鎮區（英語：Dighton Township）是位於美國堪薩斯州萊恩縣的一個行政鎮區。

## 地方資料
戴頓鎮區的面積為786.06平方千米，當中陸地面積為785.96平方千米，而水域面積為0.10平方千米。根據2010年美國人口普查的數據，當地共有人口1268人，而人口密度為每平方千米1.61人。

## 外部連結
- US-Counties.com
- City-Data.com （页面存档备份，存于）